# Nieul-le-Virouil
Nieul-le-Virouil é uma comuna francesa na região administrativa da Nova Aquitânia, no departamento de Charente-Maritime. Estende-se por uma área de 22,64 km². Em 2010 a comuna tinha 592 habitantes (densidade: 26,1 hab./km²).